# Fred Frame
Fredrick William Frame (ur. 3 czerwca 1894 roku w Exeter, zm. 25 kwietnia 1962 roku w Hayward) – amerykański kierowca wyścigowy.

## Kariera
W swojej karierze Frame startował głównie w Stanach Zjednoczonych w mistrzostwach AAA Championship Car oraz towarzyszącym mistrzostwom słynnym wyścigu Indianapolis 500, będącym w latach 1923-1930 jednym z wyścigów Grandes Épreuves. W drugim sezonie startów, w 1928 roku raz stanął na podium. Z dorobkiem 146 punktów uplasował się na szóstej pozycji w klasyfikacji generalnej. W tym samym roku ukończył Indianapolis 500 na ósmym miejscu. Rok później był dziesiąty w Indy 500. W mistrzostwach AAA uzbierał łącznie 231 punktów. Został sklasyfikowany na czwartej pozycji. W latach 1931–1932 walczył o tytuł mistrza AAA Championship Car. W sezonie 1931 ukończył Indy 500 na drugim miejscu, a rok później odniósł zwycięstwo w wyścigu. Uzbierane odpowiednio 540 i 710 punktów w obu sezonach wystarczyło jednak na tytuł wicemistrzowski. W późniejszych latach Amerykanin plasował się poza czołową 10-tką.